# まんがランド
まんがランドとはフランチャイジーとして株式会社フォーチュンなどが運営するインターネットカフェ。

## 会社概要
- 商号 - 株式会社フォーチュン
- 本社 - 東京都墨田区本所3-12-6

## 店舗
2022年1月10日現在で千葉県・東京都に11店舗（まんがランド 9店舗・MyStyle 2店舗）を展開する。

### 店舗の一覧

#### かつて営業していた店舗
- 埼玉県
  - まんがランド 川口店（川口市） - 2012年5月30日閉店。
  - まんがランド 志木駅前店（新座市） - 2011年2月28日閉店。株式会社りんに譲渡され、「ZOO 志木東口店（ヘアサロン）」「Cherry's Club 志木東口店（ネイルサロン）」となっていたが、その後、志木市へ移転。跡地は、株式会社ゴールデンマジック（株式会社ダイヤモンドダイニングの100%出資子会社）に譲渡され、2013年10月7日に「九州熱中屋 志木LIVE」として開店。
- 千葉県
  - まんがランド 南行徳店（市川市） - 2019年4月15日10:00閉店。
  - まんがランド 船橋店（船橋市） - 2011年2月28日閉店。
  - まんがランド 松戸店（松戸市） - 2020年10月5日12:00閉店。
- 東京都
  - まんがランド 水道橋店（千代田区） - 2011年2月28日閉店。
  - まんがランド 神田駅前店（千代田区） - 2011年9月20日閉店。
  - まんがランド 六本木店（港区） - 2016年閉店。同年3月7日に「MyStyle 六本木店」として開店。
  - まんがランド 上野中央通り店（台東区） - 2011年2月28日閉店。
  - まんがランド 錦糸町3号店（墨田区） - 2014年3月31日閉店。
  - まんがランド 亀戸店（江東区） - 2020年9月15日12:00閉店。
  - まんがランド 目黒店（品川区） - 2013年7月15日閉店。株式会社ベンチャーバンク（現：株式会社LAVA International）に譲渡され、同年9月30日に「ホットヨガスタジオLAVA 目黒店（女性専用店舗）」として開店。
  - まんがランド 蒲田西口店（大田区） - 2012年5月15日閉店。現在は「インターネットカフェ 100」。
  - まんがランド 中野店（中野区） - 2011年11月15日閉店。
  - EZCAFE 高円寺店（杉並区） - 2015年8月閉店。他社に譲渡され、同年9月12日11:00に「コミックバスター 高円寺駅前店」として開店。
  - まんがランド 池袋店（豊島区） - 2011年2月28日閉店。
  - まんがランド 巣鴨店（豊島区） - 2020年8月11日閉店。
  - EZCAFE 十条店（北区） - 2011年2月28日閉店。
  - まんがランド 日暮里店（荒川区） - 2003年4月22日開店。2014年7月31日閉店。東急リバブル株式会社に譲渡され、2015年4月2日に「東急リバブル 日暮里センター」として開店。
  - まんがランド 練馬店（練馬区） - 2012年12月25日閉店。株式会社ベンチャーバンク（現：株式会社LAVA International）に譲渡され、2013年3月15日に「ホットヨガスタジオLAVA 練馬店（女性専用店舗）」として開店。
  - まんがランド 綾瀬店（足立区） - 2020年7月30日閉店。「MyStyle 綾瀬店」に統合。
  - まんがランド 小岩店（江戸川区） - 2012年1月12日23:00閉店。
  - EZCAFE 葛西店（江戸川区） - 2012年5月10日閉店。
  - まんがランド亀有店（葛飾区）-2024年2月閉店。
- 神奈川県
  - まんがランド 武蔵小杉店（川崎市中原区） - 再開発に伴い、2013年3月22日8:00閉店。
- 新潟県
  - EZCAFE 新潟駅南店（新潟市中央区） - 2011年6月14日開店。2012年5月15日閉店。株式会社オーシャンシステムに譲渡され、同年10月31日に「業務スーパー 紫竹山店」として開店。
- 兵庫県
  - EZCAFE 三宮店（神戸市中央区） - 2009年閉店。現在は「桜横丁 三宮店（居酒屋）」。
  - EZCAFE 三宮2号店（神戸市中央区） - 2008年4月28日開店。2014年7月21日閉店。
  - EZCAFE 姫路西店（揖保郡太子町） - 2011年10月11日閉店。

上記の他に『ちょっと気分転館』を運営していたがグループから離脱している。